# ویرجیل ماگدارو
ویرجیل ماگدارو ( رومانیایی: Virgil Traian N. Madgearu؛ ۱۴ دسامبر ۱۸۸۷ – ۲۷ نوامبر ۱۹۴۰) اقتصاددان، جامعه‌شناس و سیاستمدار ارمنی‌تبار اهل رومانی بود.

## زندگی‌نامه
وی در ۱۴ دسامبر ۱۸۸۷ در گالاتسی به دنیا آمد و در رشته اقتصاد از دانشگاه لایپزیگ فارغ‌التحصیل گشت. وی ویراستار مجله Independenţa economică نیز بود. وی در ۲۷ نوامبر ۱۹۴۰ در سن سالگی در جنگل en:Lake Snagov توسط گروه شبه‌نظامی گارد آهنین گلوله باران شد.

## نگارخانه

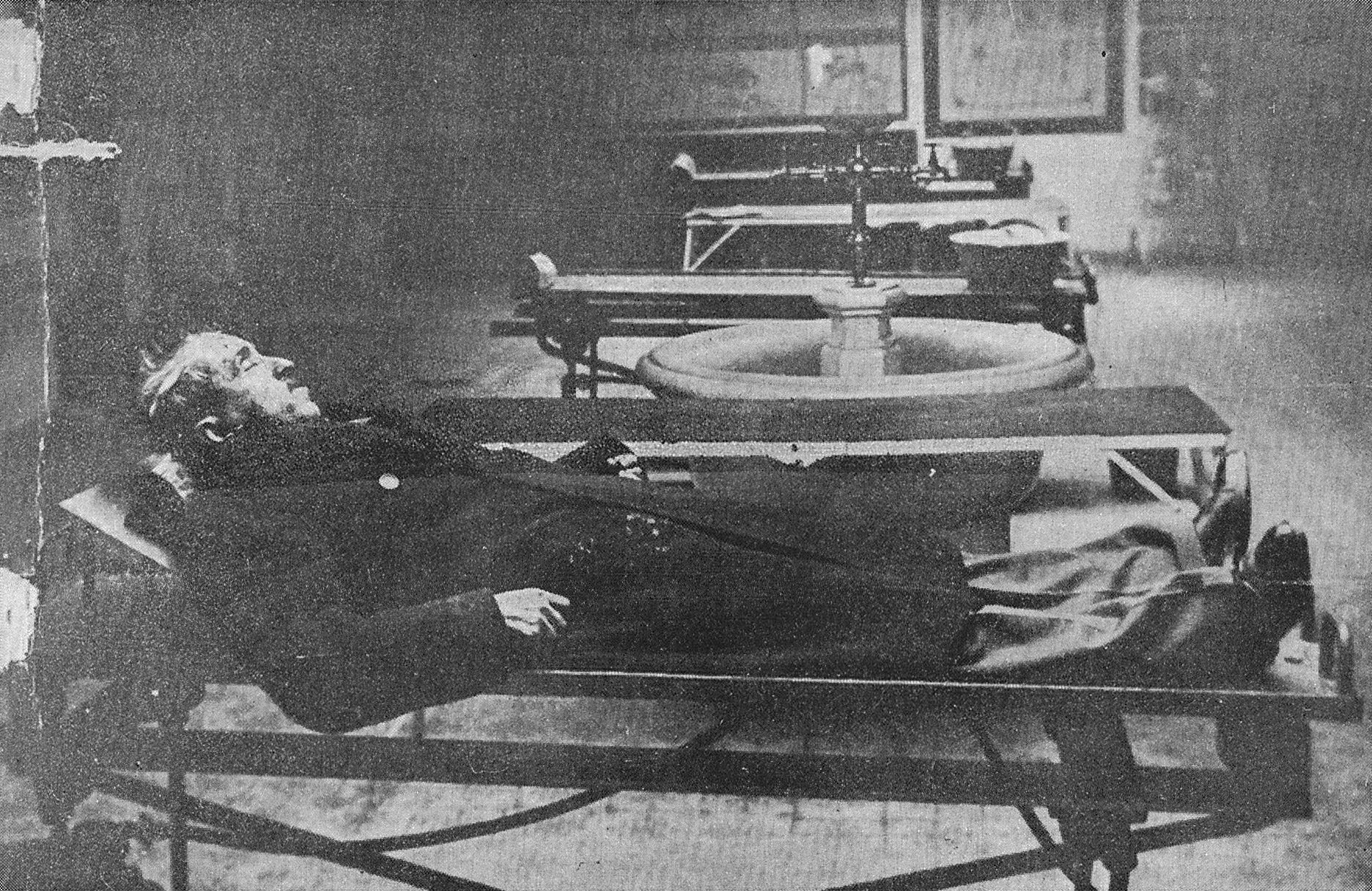